# Natação no Campeonato Mundial de Esportes Aquáticos de 2019 - 200 m medley masculino
A prova dos 200 metros medley masculino da natação no Campeonato Mundial de Esportes Aquáticos de 2019 ocorreu nos dias 24 de julho e 25 de julho, em Gwangju, na Coreia do Sul. 

## Recordes
Antes desta competição, os recordes mundiais e do campeonato nesta prova eram os seguintes:
| Tipo                  | Atleta      | Tempo   | Local  | Data                |
| --------------------- | ----------- | ------- | ------ | ------------------- |
|                       | Ryan Lochte | 1:54.00 | Xangai | 28 de julho de 2011 |
| Recorde do campeonato | Ryan Lochte | 1:54.00 | Xangai | 28 de julho de 2011 |

## Medalhistas
| Ouro             | Prata                    | Bronze             |
| Daiya Seto (JPN) | Jérémy Desplanches (SUI) | Chase Kalisz (USA) |

## Cronograma
Todos os horários são locais (UTC+9). 
| Data        | Hora  | Evento        |
| ----------- | ----- | ------------- |
| 24 de julho | 10:50 | Eliminatórias |
| 24 de julho | 21:31 | Semifinal     |
| 25 de julho | 21:05 | Final         |

## Resultados

### Eliminatórias
Esses foram os resultados das eliminatórias. Foram realizadas no dia 24 de julho com início às 10:50. 
| Pos. | Bateria | Raia | Nadador                | Nacionalidade        | Tempo   | Notas            |
| ---- | ------- | ---- | ---------------------- | -------------------- | ------- | ---------------- |
| 1    | 4       | 7    | László Cseh            | Hungria              | 1:57.79 | Q                |
| 2    | 4       | 5    | Daiya Seto             | Japão                | 1:57.90 | Q                |
| 3    | 6       | 4    | Chase Kalisz           | Estados Unidos       | 1:58.20 | Q                |
| 4    | 6       | 3    | Jérémy Desplanches     | Suíça                | 1:58.43 | Q                |
| 5    | 6       | 5    | Duncan Scott           | Reino Unido          | 1:58.57 | Q                |
| 6    | 5       | 5    | Philip Heintz          | Alemanha             | 1:58.71 | Q                |
| 7    | 5       | 6    | Andrey Zhilkin         | Rússia               | 1:58.73 | Q                |
| 8    | 5       | 4    | Mitch Larkin           | Austrália            | 1:58.75 | Q                |
| 9    | 4       | 2    | Thomas Fraser-Holmes   | Austrália            | 1:58.86 | Q                |
| 10   | 4       | 6    | Alexis Santos          | Portugal             | 1:59.01 | Q                |
| 11   | 4       | 4    | Wang Shun              | China                | 1:59.18 | Q                |
| 12   | 5       | 3    | Abrahm DeVine          | Estados Unidos       | 1:59.26 | Q                |
| 13   | 6       | 7    | Leonardo Coelho Santos | Brasil               | 1:59.37 | Q                |
| 14   | 6       | 9    | Raphaël Stacchiotti    | Luxemburgo           | 1:59.62 | Q,               |
| 15   | 5       | 7    | Thomas Dean            | Reino Unido          | 1:59.64 | Q                |
| 16   | 5       | 2    | Gabriel Lópes          | Portugal             | 1:59.76 | Q                |
| 17   | 6       | 2    | Andreas Vazaios        | Grécia               | 1:59.80 |                  |
| 18   | 4       | 1    | Bradlee Ashby          | Nova Zelândia        | 1:59.96 |                  |
| 19   | 5       | 0    | Tomas Peribonio        | Equador              | 2:00.07 |                  |
| 20   | 4       | 0    | Arjan Knipping         | Países Baixos        | 2:00.12 | Recorde nacional |
| 21   | 5       | 8    | Simon Sjödin           | Suécia               | 2:00.67 |                  |
| 22   | 6       | 8    | Yakov Toumarkin        | Israel               | 2:00.97 |                  |
| 23   | 4       | 3    | Caio Pumputis          | Brasil               | 2:01.06 |                  |
| 24   | 3       | 1    | Wang Hsing-hao         | Taipé Chinesa        | 2:01.54 |                  |
| 24   | 3       | 8    | Jarod Arroyo           | Porto Rico           | 2:01.54 | Recorde nacional |
| 26   | 5       | 9    | Metin Aydın            | Turquia              | 2:01.72 |                  |
| 27   | 2       | 5    | Jaouad Syoud           | Argélia              | 2:01.76 | Recorde nacional |
| 28   | 3       | 6    | Dawid Szwedzki         | Polónia              | 2:02.14 |                  |
| 29   | 4       | 9    | Kim Min-suk            | Coreia do Sul        | 2:02.36 |                  |
| 30   | 3       | 9    | Andrius Šidlauskas     | Lituânia             | 2:02.50 |                  |
| 31   | 6       | 1    | Péter Bernek           | Hungria              | 2:02.56 |                  |
| 32   | 3       | 4    | Mohamed Samy           | Egito                | 2:02.57 |                  |
| 33   | 2       | 3    | Christoph Meier        | Liechtenstein        | 2:02.68 | Recorde nacional |
| 34   | 6       | 6    | Hugo González          | Espanha              | 2:03.09 |                  |
| 35   | 3       | 7    | Pang Sheng Jun         | Singapura            | 2:03.96 |                  |
| 36   | 3       | 5    | Cole Pratt             | Canadá               | 2:04.26 |                  |
| 37   | 2       | 7    | Svetlozar Nikolov      | Bulgária             | 2:04.99 |                  |
| 38   | 2       | 4    | Keanan Dols            | Jamaica              | 2:05.18 |                  |
| 39   | 3       | 0    | Eben Vorster           | África do Sul        | 2:05.69 |                  |
| 40   | 2       | 1    | Brandon Schuster       | Samoa                | 2:06.93 |                  |
| 41   | 1       | 4    | Munzer Kabbara         | Líbano               | 2:07.27 |                  |
| 42   | 2       | 8    | Alvi Hjelm             | Ilhas Feroé          | 2:07.91 |                  |
| 43   | 2       | 0    | Ronan Wantenaar        | Namíbia              | 2:09.02 |                  |
| 44   | 2       | 9    | Christian Mayer        | Peru                 | 2:09.69 |                  |
| 45   | 1       | 3    | Davor Petrovski        | Macedônia do Norte   | 2:10.74 |                  |
| 46   | 1       | 2    | Lin Sizhuang           | Macau                | 2:10.87 |                  |
| 47   | 2       | 2    | Julio Horrego          | Honduras             | 2:11.10 |                  |
| 48   | 2       | 6    | Patrick Groters        | Aruba                | 2:11.38 |                  |
| 49   | 3       | 2    | Triady Fauzi Sidiq     | Indonésia            | 2:12.09 |                  |
| 50   | 1       | 5    | Fausto Huerta          | República Dominicana | 2:13.64 |                  |
| 51   | 1       | 6    | Kinley Lhendup         | Butão                | 3:00.53 |                  |
| 52   | 3       | 3    | Brendan Hyland         | Irlanda              | DNS     | DNS              |
| 52   | 4       | 8    | Thomas Ceccon          | Itália               | DNS     | DNS              |
| 52   | 5       | 1    | Tomoe Zenimoto Hvas    | Noruega              | DNS     | DNS              |
| 52   | 6       | 0    | Bernhard Reitshammer   | Áustria              | DNS     | DNS              |

### Semifinal
Esses foram os resultados das semifinais. Foram realizadas no dia 24 de julho com início às 21:31 
Semifinal 1
| Pos. | Raia | Nadador             | Nacionalidade  | Tempo   | Notas |
| ---- | ---- | ------------------- | -------------- | ------- | ----- |
| 1    | 5    | Jérémy Desplanches  | Suíça          | 1:56.73 | Q,    |
| 2    | 3    | Philip Heintz       | Alemanha       | 1:56.95 | Q     |
| 3    | 4    | Daiya Seto          | Japão          | 1:57.10 | Q     |
| 4    | 6    | Mitch Larkin        | Austrália      | 1:57.45 | Q     |
| 5    | 7    | Abrahm DeVine       | Estados Unidos | 1:57.91 | Q     |
| 6    | 2    | Alexis Santos       | Portugal       | 1:58.62 |       |
| 7    | 8    | Gabriel Lópes       | Portugal       | 1:59.56 |       |
| 8    | 1    | Raphaël Stacchiotti | Luxemburgo     | 2:00.26 |       |

Semifinal 2
| Pos. | Raia | Nadador                | Nacionalidade  | Tempo   | Notas            |
| ---- | ---- | ---------------------- | -------------- | ------- | ---------------- |
| 1    | 5    | Chase Kalisz           | Estados Unidos | 1:57.34 | Q                |
| 2    | 3    | Duncan Scott           | Reino Unido    | 1:57.83 | Q                |
| 3    | 7    | Wang Shun              | China          | 1:57.98 | Q                |
| 4    | 6    | Andrey Zhilkin         | Rússia         | 1:58.16 | Recorde nacional |
| 5    | 4    | László Cseh            | Hungria        | 1:58.17 |                  |
| 6    | 8    | Thomas Dean            | Reino Unido    | 1:58.34 |                  |
| 7    | 2    | Thomas Fraser-Holmes   | Austrália      | 1:58.86 |                  |
| 8    | 1    | Leonardo Coelho Santos | Brasil         | 1:58.99 |                  |

### Final
A final foi realizada em 25 de julho às 21:05. 
| Pos.              | Raia | Nadador            | Nacionalidade  | Tempo   | Notas            |
| ----------------- | ---- | ------------------ | -------------- | ------- | ---------------- |
| Medalha de ouro   | 3    | Daiya Seto         | Japão          | 1:56.14 |                  |
| Medalha de prata  | 4    | Jérémy Desplanches | Suíça          | 1:56.56 | Recorde nacional |
| Medalha de bronze | 6    | Chase Kalisz       | Estados Unidos | 1:56.78 |                  |
| 4                 | 5    | Philip Heintz      | Alemanha       | 1:56.86 |                  |
| 5                 | 7    | Duncan Scott       | Reino Unido    | 1:56.91 |                  |
| 6                 | 8    | Wang Shun          | China          | 1:56.97 |                  |
| 7                 | 2    | Mitch Larkin       | Austrália      | 1:57.32 |                  |
| 8                 | 1    | Abrahm DeVine      | Estados Unidos | 1:57.66 |                  |

Legenda
| Recorde mundial       | Recorde mundial (World record)               |                       | Recorde africano                      | Recorde africano (African) |                                           | Q | Classificado por posição (Qualified) |
| Recorde do campeonato | Recorde do campeonato (Championship record)  | Recorde da América    | Recorde da América (Americas)         | q                          | Classificado por melhor tempo (Qualified) |   |                                      |
| Melhor marca do ano   | Melhor marca do ano (World leading)          | Recorde asiático      | Recorde asiático (Asian)              | DNS                        | Não largou (Did not start)                |   |                                      |
| Recorde nacional      | Recorde nacional (National record)           | Recorde europeu       | Recorde europeu (European)            | DNF                        | Não terminou (Did not finish)             |   |                                      |
| Recorde pessoal       | Recorde pessoal do atleta (Personal best)    | Recorde da Oceania    | Recorde da Oceania (Oceania)          | DSQ / DQ                   | Desclassificado (Disqualified)            |   |                                      |
| Recorde da temporada  | Recorde da temporada do atleta (Season best) | Recorde sul-americano | Recorde sul-americano (South America) | NM                         | Sem marca (No mark)                       |   |                                      |